# Alchemilla wichurae
Alchemilla wichurae là loài thực vật có hoa trong họ Hoa hồng. Loài này được (Buser) Stefánsson mô tả khoa học đầu tiên năm 1900.